# Cheoba
Cheoba (en macédonien Шеоба) est un village du sud de la Macédoine du Nord, situé dans la municipalité de Negotino. Le village ne comptait aucun habitant en 2002.

## Démographie
Lors du recensement de 2002, le village comptait :
- Macédoniens : 3